# Acrobasopsis
Acrobasopsis is een geslacht van vlinders van de familie snuitmotten (Pyralidae), uit de onderfamilie Phycitinae.

## Soorten
- A. acrobasella Rebel, 1926
- A. mabilleella Lucas, 1909